# Opatkowice (województwo mazowieckie)
Opatkowice – wieś sołecka w Polsce położona w województwie mazowieckim, w powiecie kozienickim, w gminie Kozienice.
Były wsią klasztoru benedyktynów sieciechowskich w województwie sandomierskim w ostatniej ćwierci XVI wieku. W latach 1975–1998 miejscowość położona była w województwie radomskim.
Wieś należy do parafii kościoła rzymskokatolickiego pod wezwaniem św. Jakuba Apostoła w Świerżach Górnych od co najmniej roku 1605. 